# Baeckea baileyana
Baeckea baileyana är en myrtenväxtart som beskrevs av Charles Austin Gardner. Baeckea baileyana ingår i släktet Baeckea och familjen myrtenväxter. Inga underarter finns listade i Catalogue of Life.